# Estadio Hernán Ramírez Villegas
Het Estadio Hernán Ramírez Villegas is een multifunctioneel stadion in de Colombiaanse stad Pereira. Het is de thuishaven van voetbalclub Deportivo Pereira. Ook de nationale ploeg van Colombia heeft interlandwedstrijden gespeeld.
De maximumcapaciteit van de voetbaltempel bedraagt 36.500 toeschouwers sinds de renovatie in 2011. Het stadion was gastheer van onder meer de strijd om de Copa América 2001 (twee duels) en het WK voetbal –20 (vijf duels) in 2011. Het complex is sinds de opening op 1 mei 1971 vernoemd naar de Colombiaanse architect van het complex, Hernán Ramírez Villegas.